# Hiroshi Kitadani
 (mars 2025).
Si vous disposez d'ouvrages ou d'articles de référence ou si vous connaissez des sites web de qualité traitant du thème abordé ici, merci de compléter l'article en donnant les références utiles à sa vérifiabilité et en les liant à la section « Notes et références ».
 (mars 2025).
La mise en forme du texte ne suit pas les recommandations de Wikipédia : il faut le « wikifier ».
Les points d'amélioration suivants sont les cas les plus fréquents. Le détail des points à revoir est peut-être précisé sur la page de discussion.
- Les titres sont pré-formatés par le logiciel. Ils ne sont ni en capitales, ni en gras.
- Le texte ne doit pas être écrit en capitales (les noms de famille non plus), ni en gras, ni en italique, ni en « petit »…
- Le gras n'est utilisé que pour surligner le titre de l'article dans l'introduction, une seule fois.
- L'italique est rarement utilisé : mots en langue étrangère, titres d'œuvres, noms de bateaux, etc.
- Les citations ne sont pas en italique mais en corps de texte normal. Elles sont entourées par des guillemets français : « et ».
- Les listes à puces sont à éviter, des paragraphes rédigés étant largement préférés. Les tableaux sont à réserver à la présentation de données structurées (résultats, etc.).
- Les appels de note de bas de page (petits chiffres en exposant, introduits par l'outil «  Source ») sont à placer entre la fin de phrase et le point final[comme ça].
- Les liens internes (vers d'autres articles de Wikipédia) sont à choisir avec parcimonie. Créez des liens vers des articles approfondissant le sujet. Les termes génériques sans rapport avec le sujet sont à éviter, ainsi que les répétitions de liens vers un même terme.
- Les liens externes sont à placer uniquement dans une section « Liens externes », à la fin de l'article. Ces liens sont à choisir avec parcimonie suivant les règles définies. Si un lien sert de source à l'article, son insertion dans le texte est à faire par les notes de bas de page.
- La présentation des références doit suivre les conventions bibliographiques. Il est recommandé d'utiliser les modèles {{Ouvrage}}, {{Chapitre}}, {{Article}}, {{Lien web}} et/ou {{Bibliographie}}. Le mode d'édition visuel peut mettre en forme automatiquement les références.
- Insérer une infobox (cadre d'informations à droite) n'est pas obligatoire pour parachever la mise en page.

Pour une aide détaillée, merci de consulter Aide:Wikification.
Si vous pensez que ces points ont été résolus, vous pouvez retirer ce bandeau et améliorer la mise en forme d'un autre article.
Hiroshi Kitadani (きただに ひろし, Kitadani Hiroshi, né le 24 août 1968) est un chanteur japonais, qui interprète principalement des chansons à thème et d'autres chansons d'anime. Il travaille également dans les coulisses de nombreuses chansons. Il travaille actuellement avec JAM Project. Il est surtout connu pour avoir chanté le premier, le quinzième, le dix-neuvième (avec Kishidan), le vingt-deuxième et le vingt-sixième thème d'ouverture de la populaire série animée One Piece.

## Carrière
Hiroshi Kitadani a commencé sa carrière de chanteur en 1994 en tant que membre du trio musical appelé Stagger. Après que le groupe ait sorti un album via Warner Music Japan, il a sorti un album éponyme en 1999.
Peu de temps après, il est devenu mondialement connu pour avoir chanté la chanson populaire du générique d'ouverture de One Piece, "We Are!"  le 20 novembre 1999. Bientôt, il s'est associé à d'autres musiciens dans le groupe musical Lapis Lazuli en décembre de la même année. Le groupe a sorti un mini-album avant le départ de Kitadani.
En 2003, il rejoint le projet JAM. Il a fait ses débuts lors du deuxième concert live du groupe, mais n'a pas participé à l'enregistrement en studio du groupe jusqu'à la sortie du single "Nageki no Rozario". À partir de ce moment-là, Kitadani est devenu une figure importante de l'industrie de l'anison, mais il ne chantait pas régulièrement beaucoup de chansons à thème comme ses pairs du groupe. Au moment de la première tournée mondiale de JAM Project, sa popularité a augmenté de façon spectaculaire et il est devenu connu des fans du monde entier.
En 2008, Hiroshi a sorti son premier album studio complet, R-New, et son partenaire du JAM Project, Masami Okui, a fourni les chœurs et l'harmonisation sur de nombreux morceaux de l'album. Dans le documentaire qui l'accompagne, il a travaillé sur les morceaux avec ses amis dans un petit studio d'enregistrement. Alors qu'il écrivait des chansons, il démontrait ses talents de cuisinier en préparant ses repas dans son propre appartement.
Le 8 août 2012, Hiroshi sort son deuxième album complet, Real.
Tout au long de son parcours en tant qu'artiste anison, Kitadani a participé à de nombreux événements avec les membres du projet JAM. Il s'est produit en Amérique latine avec ses amis Masaaki Endoh et Hironobu Kageyama lors de concerts tels que Anime Friends. Il a également participé à Animelo, un festival annuel de musique anison d'été où JAM Project est un invité récurrent. Il a également collaboré avec Aki Misato pour produire des chansons à thème d'anime, formant un groupe appelé SV Tribe avec Masaaki Endoh.
Douze ans après la sortie de "We Are!", Hiroshi Kitadani chante le nouvel opening de One Piece, "We Go" le 16 novembre 2011.
En août 2017, il a été hospitalisé pour perte d'audition soudaine. Le spectacle d'anniversaire prévu pour le même mois a été reporté.
Le 07 janvier 2024 il chante "Assu", le nouvel opening de One Piece.

## Discographie

### Albums
1. [2008.08.27] R-new
2. [2012.08.08] Real

### Singles
1. [1999.10.20] We Are! (ウィーアー！)
2. [2002.03.20] Endless Hope / Hatenaki Kibō (果てなき希望)
3. [2002.04.20] Bakutou Sengen! Daigunder / We are the Heroes (爆闘宣言!ダイガンダー / We are the Heroes)
4. [2002.04.27] Totsugeki Gunka Gun Parade March (突撃軍歌ガンパレード・マーチ)
5. [2002.09.26] Revolution
6. [2003.06.25] Seinaru Kemonotachi (聖なるけものたち)
7. [2004.02.25] Taiyou no Transform!! / Calling you (太陽のTransform!!)
8. [2006.02.15] Madan Senki Ryuukendou (魔弾戦記リュウケンドー)
9. [2006.08.23] Justice of Darkness ~Youkai Ningen Bem no Theme / Hachigatsu no Eien (Justice of darkness ～妖怪人間ベムのテーマ / 8月の永遠)
10. [2007.11.21] Endless Dream
11. [2009.11.25] Rescue Taisou (レスキュー体操)
12. [2011.10.26] U-n-d-e-r—STANDING! (SV Tribe)
13. [2011.11.16] We Go! (ウィーゴー！)
14. [2013.12.18] Baku Atsu! Gaist Crusher (爆アツ!ガイストクラッシャー)
15. [2016.06.26] We Can! (ウィーキャン! )
16. [2019.07.07] Over the top (オバー　ざー　トップ)
17. [2023.07.22] Bokura no Spectra" (僕らのスペクトラ)
18. [2024.01.07] Āssu! / Us! (あーーっす！)